# Vitamina B6

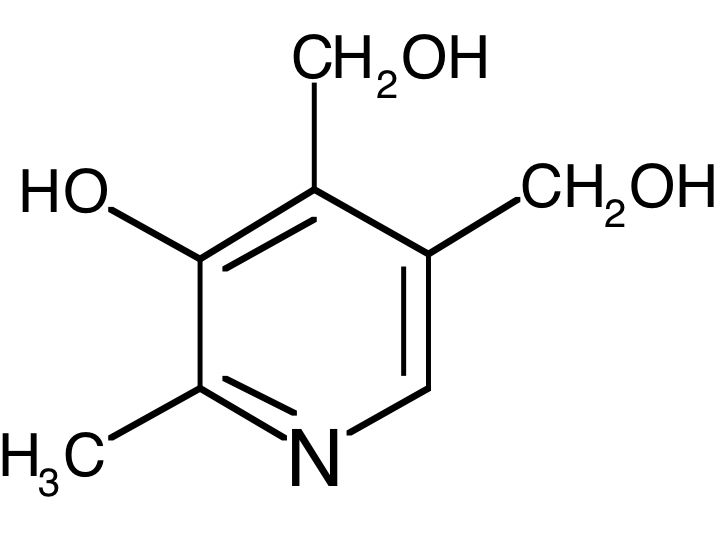
Piridossina

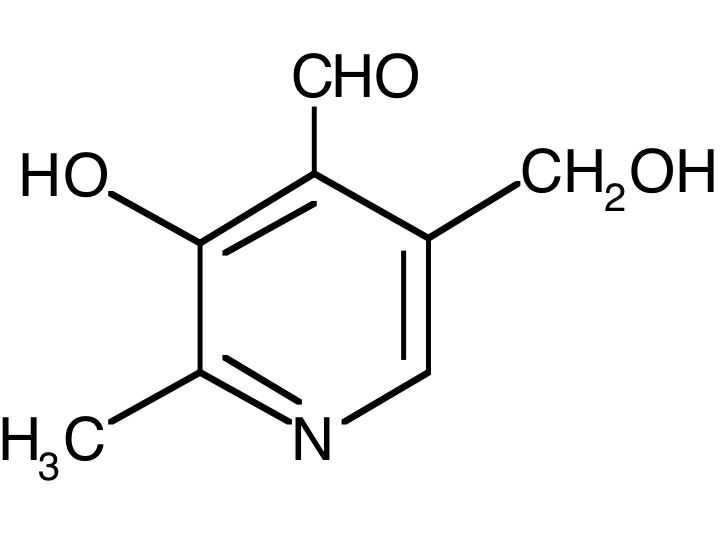
Piridossale

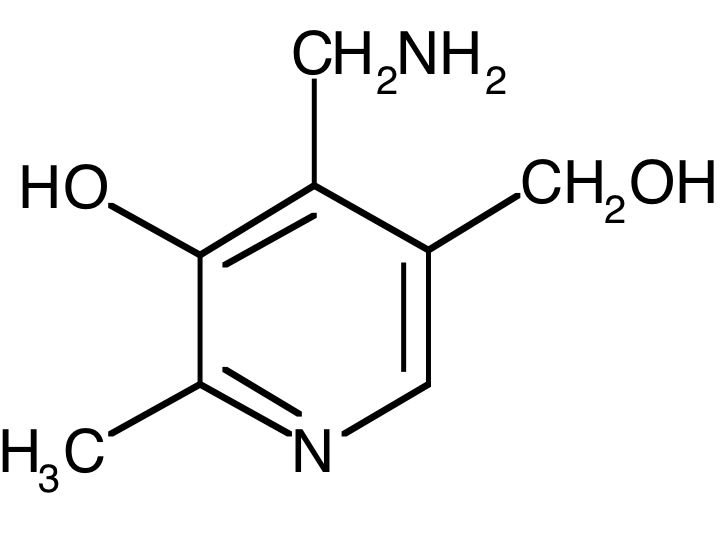
Piridossamina

La vitamina B6 (o vitamina Y), detta anche adermina, si presenta sotto forma di piridossina, piridossale, piridossamina e i corrispondenti esteri 5' fosfati, tra cui il più noto è il piridossalfosfato. Tutte e tre sono derivati piridinici che si differenziano tra loro per i diversi gruppi funzionali sostituenti che si trovano in posizione para rispetto all'atomo di azoto.
La vitamina B6 venne scoperta nel 1935 quale fattore in grado di prevenire la pellagra nei ratti e venne così denominata in quanto fu il sesto fattore appartenente al gruppo B che venne descritto.

## Proprietà
Le forme della vitamina B6, sono stabili al calore soprattutto in ambiente acido, ma vengono decomposti dalla luce o da sostanze ossidanti.
Sembra che l'assorbimento della vitamina B6 avvenga a livello del digiuno tramite un processo di diffusione passiva. Le tre forme della vitamina si possono trovare negli alimenti sotto forma di esteri 5'-fosfati che vengono sottoposti ad un processo di idrolisi energia-dipendente. Dalle cellule dell'epitelio intestinale la vitamina passa nel sangue ove si può trovare legata all'albumina oppure all'emoglobina e in questo caso si trova all'interno dei globuli rossi.
Gran parte della vitamina viene depositata nel fegato dove viene immagazzinata, previa fosforilazione, e da esso viene rilasciata in forma defosforilata e ceduta ai tessuti, dove viene rifosforilata. La vitamina B6 non immagazzinata viene eliminata con le urine dopo essere stata ossidata ad acido 4-piridossico da un'ossidasi dipendente da FAD.
La piridossina viene trasformata in piridossale e/o piridossamina che una volta fosforilate costituiscono la forma biologicamente attiva della vitamina B6 (vedi piridossalfosfato), funzionando come coenzimi. Le reazioni in cui queste due sostanze sono coinvolte riguardano sia il metabolismo degli amminoacidi sia quello di vari altri composti. Il coenzima si lega covalentemente all'apoenzima formando una base di Schiff con il gruppo amminico di una lisina che viene sostituito da quello del substrato, in una reazione che porta alla liberazione di un protone da parte del carbonio α. Questa struttura viene poi stabilizzata per delocalizzazione degli elettroni nell'ambito dell'iperstruttura. Il gruppo amminico viene invece utilizzato per diverse vie metaboliche a seconda dell'enzima coinvolto nella reazione. La vitamina B6 trova così coinvolgimento in diverse vie, tra cui:
- transaminazione (conversione di α-amminoacido in α-chetoacido) o decarbossilazione degli amminoacidi;
- deaminazione ossidativa delle ammine;
- reazioni di racemizzazione;
- metabolismo del triptofano, con trasformazione dell'acido xanturenico in acido nicotinico;
- metabolismo lipidico, con trasformazione dell'acido linoleico in acido arachidonico e formazione degli sfingolipidi (processo importante per la produzione di guaine mieliniche);
- glicogenolisi, essendo il coenzima della glicogeno fosforilasi;
- sintesi di vari neurotrasmettitori;
- β-eliminazione, della quale un esempio importante nel metabolismo lipidico è quello della sintesi di deidrosfinganina;
- diminuzione dell'azione degli ormoni steroidei, per la sua capacità di legarsi ai loro recettori;
- trasformazione dell'omocisteina in cistatione e successivamente in cisteina, dando origine indirettamente a fenomeni epigenetici di ancora non certa natura;
- biosintesi dell’eme.

## Fonti alimentari
La vitamina B6 è presente sia in alimenti di origine animale (maiale, manzo, tacchino) sia in alimenti di origine vegetale (semi, banane, ceci, patate, pistacchi). Generalmente nei primi vi è una maggior quantità di piridossamina e piridossale fosforilati mentre nei secondi prevale la piridossina. Tuttavia nei vegetali vi può anche essere una quota di piridossamina glicosilata che non viene idrolizzata dagli enzimi intestinali e che pertanto è inutilizzabile.

## Carenza
La carenza di vitamina B6 è rara e sono noti solo 15 casi al mondo su base genetica. Studi su volontari che hanno assunto la desossipirimidina, un antagonista della vitamina, hanno registrato la comparsa di depressione con nausea, vomito, dermatite seborroica, lesioni delle mucose, glossite e cheilosi e neuropatie periferiche. Si sono registrati anche casi di ipovitaminosi in neonati nutriti con latte in polvere sottoposto a processi di preparazione erronei. I piccoli hanno sviluppato manifestazioni neurologiche con convulsioni che sono poi scomparse a seguito dell'aggiunta della vitamina mancante. Si può verificare la carenza relativa di vitamina B6 in corso di trattamento della tubercolosi con isoniazide e di Malattia di Wilson con penicillamina. Soggetti dotati di isoforme dell'enzima acetiltransferasi dotate di minore attività vanno incontro ad una carenza che dipende dalla formazione di complessi isoniazide-vitamina. Mediante l'utilizzo di un modello transgenico di Drosophila melanogaster, è stato dimostrato che la carenza di vitamina B6 è in grado di trasformare tumori benigni che esprimono l’oncogene RasV12 in forme più aggressive che producono metastasi e che sonno caratterizzate da ingente danno cromosomico ed elevati livelli di stress ossidativo.

## Livelli di assunzione e tossicità
Visto che la buona utilizzazione delle proteine assunte con la dieta dipende molto dalla presenza di vitamina B6 si è deciso di regolare i livelli di assunzione consigliati a seconda dell'apporto proteico giornaliero. Al momento per l'adulto si consiglia un quantitativo di vitamina pari a 1,5 mg/ 100 g di proteine assunte. Nei bambini si consiglia una dose giornaliera compresa tra 0,3-0,8 mg.
In gravidanza o durante l'allattamento si consiglia di aumentare la dose di vitamina B6 del 20 e del 30%, rispettivamente. Si è visto che quantitativi superiori a 50 mg/die per periodi di tempo prolungati possono provocare delle neuropatie periferiche per cui si consiglia di assumere dosi inferiori a questo limite.

## Utilizzi clinici

### Oncologia
Indicazione terapeutica come antiemetico, contro il vomito, di elezione nella terapìa chemioterapica antitumorale.
Non sono noti effetti anticancro della vitamina B6, pertanto risulta del tutto privo di basi scientifiche il suo utilizzo al di sopra della normale razione giornaliera raccomandata in malati di cancro accertati. Molto discussa è invece la sua efficacia in pazienti con tumore alla prostata poiché la malignità di questo tumore risulta molto bassa per buoni raffronti.
Da un recente studio effettuato da ricercatori dell'International Agency for Research on Cancer, sembra emergere che in pazienti che non hanno sviluppato tumore al polmone si sono rilevati livelli ematici di vitamina B6 e metionina costantemente più alti rispetto a chi li sviluppava. Non si comprende se ciò sia dovuto alla normale deplezione di vitamine che riguarda normalmente i malati di tumore, causata dall'elevato numero di mitosi per la riproduzione delle cellule neoplastiche, oppure se sono loro stesse vitamine utilizzate in dosi elevate a proteggere dai tumori.
La vitamina B6 nella forma della piridossammina, intervenendo nel contrasto del meccanismo di glicazione e lipossidazione, formazione di AGEs e di ALEs (Advanced Glycosylation End-products e Advanced Lipoxydation End-products) e quindi nella protezione di collagene ed elastina, si ritiene possa svolgere un ruolo protettivo nel caso di tumori nell'evoluzione in forma metastatica; nel senso di opporsi all'espansione del tumore per mezzo di un maggior rafforzamento del tessuto connettivo, ovvero del suo mantenimento in una condizione ottimale. La protezione dalla glicazione avviene anche nei confronti degli acidi nucleici, che potrebbero altrimenti subire dei danneggiamenti tali da alterarne le corrette capacità di replicazione e di trascrizione.